# Siegersdorf bei Herberstein
Siegersdorf bei Herberstein là một đô thị thuộc huyện Hartberg thuộc bang Steiermark, nước Áo. Đô thị Siegersdorf bei Herberstein có diện tích 4,97 km², dân số thời điểm năm 2005 là 8222 người.